# Fiachu Labrainne
Fíachu Labrainne ou Labhrainne, fils de Smirgoll, fils d'Enboth, fils de Tigernmas, est selon les légendes médiévales et la tradition pseudo historique irlandaise un Ard ri Erenn,

## Règne
Fíachu parvient au pouvoir en tuant son prédécesseur Eochaid Faebar Glas, lors de la Bataille Carman, afin de venger son père qui avait été précédemment tué par Eochaid lors de la bataille Druimm Liatháin. Son surnom est lié à la rivière Labrainn . Il livre un combat naval aux descendants Eber Finn et mène une bataille contre les Érainn à Mag Genainn dans le Comté de Fermanagh, 
Au cours d'un autre combat il tue Mofebis, le fils Eochaid, avant que Eochaid Mumo fils de Mofebis le tue à son tour par vengeance lors de la Bataille de Sliab Belgatain. Geoffrey Keating ajoute que pendant son règne son fils Óengus Olmucaid conquiert l'Écosse.

## Chronologie
The Lebor Gabála Érenn synchronise son règne avec celui de Piritiadeset Ofratalus deux rois mythique d'Assyrie. La chronologie de Keating Foras Feasa ar Éirinn date son règne de 1095-1071 av. J.-C. , et les Annales des quatre maîtres de 1473-1449 av. J.-C. .

## Source
- (en) Cet article est partiellement ou en totalité issu de l’article de Wikipédia en anglais intitulé « Fíachu Labrainne » (voir la liste des auteurs), édition du 8 avril 2012.